# Frédéric Debomy
 (août 2010).
Si vous disposez d'ouvrages ou d'articles de référence ou si vous connaissez des sites web de qualité traitant du thème abordé ici, merci de compléter l'article en donnant les références utiles à sa vérifiabilité et en les liant à la section « Notes et références ».
Frédéric Debomy, né en 1975, est un scénariste de bande dessinée et écrivain français .
Membre de l'association Khiasma (un projet initié par Olivier Marboeuf), il a également été le responsable de l'association Info Birmanie et le directeur artistique du festival international du film des droits de l'homme de Paris.
Site Internet : https://www.frederic-debomy.com/

## Biographie
Scénariste, Frédéric Debomy a publié deux livres de bande dessinée avec le dessinateur bruxellois Louis Joos. Le premier, Suite bleue, paraît en 2001 aux éditions Le 9e Monde. Le second, Une vie silencieuse, est publié en 2006 par Albin Michel. Entretemps, il a contribué à l'écriture de Taches de jazz d'Edmond Baudoin (Le 9e Monde, 2002) et conçu et dirigé un ouvrage sur la situation politique en Birmanie, Birmanie, la peur est une habitude. Ce dernier ouvrage, mêlant information générale, témoignages et bandes dessinées, est d'abord publié par l'association Khiasma (en 2003) avant de connaître une seconde édition chez Carabas (2008). 
Frédéric Debomy y écrit les scénarios de deux récits : La peur, dessiné par José Muñoz, et Le pays aux mille pagodes, dessiné par Markus Huber. En janvier 2012, paraît Turquoise, dessiné par Olivier Bramanti, aux Cahiers dessinés. Des originaux de Turquoise sont présentés dans le cadre de l'exposition collective Dire le monde de l'édition 2012 du festival Étonnants voyageurs de Saint-Malo puis à la maison du dessin de presse de Morges du 6 au 23 septembre 2012. Ses dernières bandes dessinées en date sont Le Vertige (avec Edmond Baudoin, Cambourakis, 2014), Sur le fil - Dix ans d'engagement pour la Birmanie (avec Benoît Guillaume et Sylvain Victor, Cambourakis, 2016), Birmanie - Fragments d'une réalité (avec Benoît Guillaume, Cambourakis, 2016), Full Stop - Le génocide des Tutsi du Rwanda (avec Emmanuel Prost, Cambourakis, 2019), Aung San Suu Kyi, Rohingya et extrémistes bouddhistes (avec Benoît Guillaume, Massot éditions, 2020),  La Force de l'ordre  (avec Didier Fassin et Jake Raynal, coédition des éditions du Seuil et des éditions Delcourt, 2020), Indignez-vous! La violente espérance de Stéphane Hessel (avec Lorena Canottiere, Indigène, 2022),  Myanmar, the last stand  (avec Kwong-Shing Lau, Slowork Publishing, Taïwan, 2023), Le Baiser (avec Andrea Bruno, Ici Même, 2023), Des jours sombres (avec Yao-Ching Tseng, Gaea Books, Taïwan, 2023) et À l'arrêt (avec Sandra Ndiaye, dessins de Benjamin Adès, Delcourt, 2023).
En 2024 paraît Marilyn au-delà des mensonges aux éditions Nouveau Monde.

## Livres sur la Birmanie
Outre le livre Résistances - pour une Birmanie libre paru aux éditions Don Quichotte, il contribue à un ouvrage collectif, Nouvelles de Birmanie, et publie en février 2014 Birmanie - Des femmes en résistance aux éditions Buchet/Chastel. Une troisième édition du livre Birmanie, la peur est une habitude est en outre publiée en mai 2014 par Cambourakis sous le titre Birmanie - De la dictature à la démocratie ?. Une bande dessinée extraite de cette nouvelle édition est simultanément publiée dans la revue Long Cours.
En 2016 paraissent deux bandes dessinées : Sur le fil - Dix ans d'engagement pour la Birmanie et Birmanie - Fragments d'une réalité.
En 2018 paraît l'essai Aung San Suu Kyi, l'armée et les Rohingyas, suivi d'un article dans le numéro 698 des Temps Modernes : Controverses autour d'Aung San Suu Kyi et de la situation des Rohingyas. En 2020, c'est la bande dessinée Aung San Suu Kyi, Rohingya et extrémistes bouddhistes, qui fait suite à Birmanie - Fragments d'une réalité que dessinait également Benoît Guillaume. Enfin, en 2021, le petit essai Birmanie : la révolution de printemps évoque la résistance au coup d'Etat militaire du 1er février 2021 avant que ne paraisse à Taïwan, en 2023, une bande dessinée consacrée au même sujet,  Myanmar, the last stand , dessinée par le dessinateur hongkongais Kwong-Shing Lau.

## Responsable d'une association (Birmanie)
Ancien président de l'association Info Birmanie après en avoir été le salarié coordinateur, il intervient régulièrement sur la Birmanie dans les médias, publiant notamment des tribunes dans La Croix,, Libération, Mediapart, Rue 89, le site Internet du Nouvel Observateur, AlterAsia ou www.affaires-strategiques.info et des articles dans Altermondes. Il a été l'un des organisateurs de la réception du Premier ministre du gouvernement birman en exil, le Dr Sein Win, à l'Élysée le 26 septembre 2007. En mai 2011 paraît le livre Résistances - pour une Birmanie libre (Don Quichotte éditions) qu'il coordonne avec l'aide de Rachel Batadissa et de Jean-Cyril Dagorn. Cet ouvrage est constitué d'un dialogue entre Aung San Suu Kyi et Stéphane Hessel et d'une série d'articles rédigés par les coordinateurs ainsi que des membres d'Info Birmanie. Il quitte Info Birmanie en novembre 2011.
Auparavant, de 2001 à 2004 pour l'essentiel, Frédéric Debomy avait été le responsable du projet Birmanie, la peur est une habitude (livre, exposition, organisation d'événements...) au sein de l'association Khiasma et en partenariat avec Info Birmanie.

## Recherches autour du génocide des Tutsi du Rwanda
Il mène également un travail de recherche sur les archives de l'Institut national de l'audiovisuel (INA) relatives au génocide des Tutsi du Rwanda. Il participe ainsi le 18 janvier 2010 à un colloque de l'École des hautes études en sciences sociales (EHESS) : « Entreprises de réécriture de l'histoire : controverses autour du génocide des Tutsis. » Des articles paraîtront dans la revue Altermondes et l'hebdomadaire éphémère 7 semaines avant l'élection. Il contribue en décembre 2014 au numéro des Temps Modernes consacré, sous la direction de José Kagabo, au génocide des Tutsi.

## Activités diverses
Il assure la programmation des éditions 2011 et 2012 du festival international du film des droits de l'homme (FIFDH) de Paris.
Il contribue en 2016 au long-métrage Yanmagon de François Le Pivain, Elsa Boudot et Alexandre Liguanotto comme auteur et voix des commentaires.
En septembre 2017 paraît son essai Finkielkraut, la pensée défaite, qui interroge la légitimité d'une production intellectuelle dominée par les affects de l'essayiste.
En 2024 paraît un nouvel essai dans lequel il fait le point sur les contre-vérités qui circulent sur Marilyn Monroe.

## Œuvres
- Suite bleue, dessins de Louis Joos, Le 9e Monde, 2001[17].
- Saxo 1 et 2 dans Taches de jazz, dessins d'Edmond Baudoin, Le 9e Monde, 2002.
- Birmanie, la peur est une habitude, ouvrage collectif sous la direction de F. Debomy, Khiasma, 2003.
- Une vie silencieuse, dessins de Louis Joos, Albin Michel, 2006.
- Birmanie, la peur est une habitude (seconde édition), ouvrage collectif sous la direction de F. Debomy, Carabas, 2008.
- Résistances - Pour une Birmanie libre, Aung San Suu Kyi, Stéphane Hessel et Info Birmanie (sous la direction de F. Debomy), Don Quichotte, 2011.
- Turquoise, dessins d'Olivier Bramanti, Les Cahiers dessinés, 2012.
- Chroniques de Rangoun dans Nouvelles de Birmanie, ouvrage collectif, Reflets d'ailleurs, 2013.
- Birmanie - Des femmes en résistance, préface de Shirin Ebadi, Buchet/Chastel, 2014.
- Birmanie - De la dictature à la démocratie? (Birmanie, la peur est une habitude, troisième édition), ouvrage collectif sous la direction de F. Debomy, Cambourakis, 2014.
- Le Vertige, dessins d'Edmond Baudoin, Cambourakis, 2014.
- Sur le fil - Dix ans d'engagement pour la Birmanie, dessins de Benoît Guillaume et Sylvain Victor, Cambourakis, 2016.
- Birmanie - Fragments d'une réalité, dessins de Benoît Guillaume, Cambourakis, 2016.
- Finkielkraut, la pensée défaite, Textuel, 2017.
- Aung San Suu Kyi, l'armée et les Rohingyas, postface d'Amnesty International, Editions de l'Atelier, 2018.
- Full Stop - Le génocide des Tutsi du Rwanda, dessins d'Emmanuel Prost, Cambourakis, 2019.
- Aung San Suu Kyi, Rohingya et extrémistes bouddhistes, dessins de Benoît Guillaume, Massot éditions, 2020.
- La Force de l'ordre, scénario de Didier Fassin et Frédéric Debomy, dessins de Jake Raynal, Le Seuil /Delcourt, 2020.
- Plaidoyer pour les histoires en forme de champ de blé et de flamme d'allumette soufrée, ouvrage collectif sous la direction de Frédéric Debomy (avec Pablo Auladell, Edmond Baudoin, Olivier Bramanti, Andrea Bruno, Manuele Fior, Violaine Leroy, Dave McKean et Yao-Ching Tseng), PLG / bd Boum, 2020.
- Birmanie : la révolution de printemps, Syllepse, 2021.

- Le Monde de Macron, la gauche défaillante et moi perplexe, L'Harmattan, 2022.
- Indignez-vous! La violente espérance de Stéphane Hessel, dessins de Lorena Canottiere, Indigène, 2022.
- Myanmar, the last stand , dessins de Kwong-Shing Lau, Slowork Publishing (Taïwan), 2023.
- Le Baiser , dessins d'Andrea Bruno, Ici Même, 2023.
- Des jours sombres , dessins de Yao-Ching Tseng, Gaea Books (Taïwan), 2023.
- À l'arrêt , avec Sandra Ndiaye, dessins de Benjamin Adès, Delcourt, 2023.
- Marilyn au-delà des mensonges, Nouveau Monde, 2024.